# Livingstone (Zambia)
Livingstone is een stad in Zambia. De plaats ontstond in 1904, nadat de Victoria Falls Bridge was gebouwd. Ze werd genoemd naar David Livingstone en was van 1907 tot 1911 de hoofdstad van Noordwest-Rhodesië en aansluitend van 1911 tot 1935 van Noord-Rhodesië. Als alternatieve naam wordt ook wel Maramba gebruikt. De stad grenst aan het 66 km² grote Nationale park met de Victoriawatervallen, en is bestuurszetel van het gelijknamige district.

## Geschiedenis

### Pre-koloniaal
Mukuni, 10 km ten zuidoosten van het huidige Livingstone, was het grootste dorp in het gebied. De bewoners waren Baleya, behorende tot de Rozwi-cultuur in Zimbabwe. In de 18e eeuw werden ze verslagen door stamhoofd Mukuni afkomstig uit de huidige Democratische Republiek Kongo. De talrijkste bevolkingsgroep in het gebied waren echter de Batoka onder stamhoofd Musokotwane. Deze groep hoorde tot de Tonga, ze zijn wat taal en cultuur betreft verwant aan de Baleya.

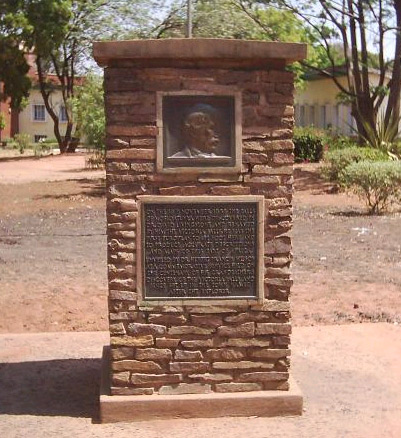
Monument David Livingstone

In 1855 was de Schotse missionaris David Livingstone de eerste Europeaan die onder begeleiding van een stamhoofd de Zambezi en de watervallen zag. In 1864 kwam het gebied onder invloed van het koninkrijk Barotseland.

### Koloniale tijd
In de jaren 1890 vestigde Cecil Rhodes met zijn British South Africa Company de Britse macht in het gebied ten noorden van de Zambezi. Hij liet zijn onderneming onderzoek doen naar de aanwezigheid in Noordwest-Rhodesië van mineralen en andere rijkdommen zoals hout, ivoor en huiden. Bij een oversteekplaats ontstond een koloniale vestiging, die rond 1897 de eerste gemeente werd en soms 'Old Livingstone' wordt genoemd. Door de nabijheid van moerassen had men veel last van de malariamug. Om die reden verhuisde men na 1900 naar een hoger gelegen plaats, die Livingstone werd genoemd ter ere van de ontdekker.
In 1911 werd Noordwest-Rhodesië met Noordoost-Rhodesië samengevoegd tot Noord-Rhodesië. Livingstone profiteerde van de positie als handelspoort tussen beide zijden van de Zambezi, met agrarische productie in de zuidelijke provincie en houtproductie in de bossen naar het noordwesten. Hoewel Lusaka, dat dichter bij de belangrijke Copperbelt lag, in 1935 de hoofdstad werd, bleven ondernemingen die zich richtten op hout, huiden, tabak, katoen en andere agrarische producten, groeien. De stad Victoria Falls in (zuid)-Rhodesië kreeg de grootste aanloop van toerisme, maar veel voorraden kwamen via Livingstone.
Toen de Britse overheid de onafhankelijkheid ter sprake begon te brengen, vreesden blanke inwoners dat ze in de steek gelaten zouden worden. Velen verhuisden naar Rhodesië en Zuid-Afrika. Bij het begin van de onafhankelijkheid in 1964 woonden er slechts rond de 100 afgestudeerden met een hogere opleiding in Zambia, vooral in de sociale wetenschappen. In 1968 werd een eenpartijstaat ingevoerd, die de meeste bezittingen van niet-zwarten in beslag nam.

### Tegenwoordig
Livingstone kreeg na 1970 te maken met een economische neergang, deels veroorzaakt door het sluiten van de grens met Rhodesië, eerst door de Zambiase en daarna door de Rhodesische autoriteiten.
In de 21e eeuw begon het toerisme weer aan te trekken, Livingstone is de eerste keus geworden voor een bezoek aan de Victoria Falls. Er hebben zich enkele hotels gevestigd en er zijn winkels en restaurants gekomen. Met de opening van de Trans–Caprivi Highway en een brug over de Zambezi bij Katima Mulilo, 200 km naar het westen, zijn de mogelijkheden voor vrachtvervoer verbeterd. Deze verbinding is onderdeel van de Walvisbaai-corridor, die de Atlantische kust verbindt met de kust van de Indische Oceaan.

## Bevolkingsontwikkeling
| Jaar | Aantal inwoners |
| ---- | --------------- |
| 1990 | 76.875          |
| 2000 | 97.488          |
| 2010 | 134.349         |

In 2018 bedroeg het geschatte aantal 173.000 personen.

## Verkeer
Livingstone heeft goede weg- en spoorverbindingen met Zimbabwe in het zuiden, naar het westen via de Trans-Caprivi Highway en naar het noorden via de T-1 met Lusaka en de Copperbelt. De stad beschikt ook over een vliegveld, met verbindingen naar Lusaka en Johannesburg.

## Toerisme

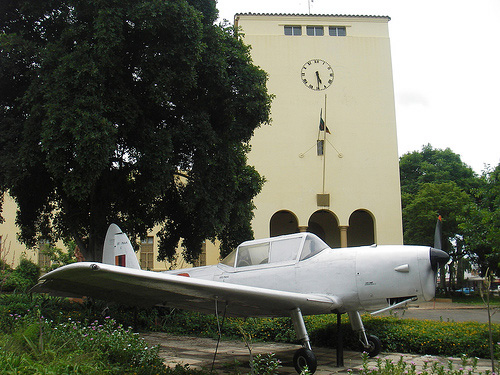
Het Livingstone-Museum

De stad leeft vooral van het toerisme omdat ze uitgangspunt is voor tochten naar de Victoriawatervallen, en ook profiteert van activiteiten die aan de Zimbabwaanse zijde van de grens worden aangeboden. Daaronder vallen bungeejumpen vanaf de spoorbrug, en rafting.
Het Livingstone-museum in de stad werd in 1930 geopend, er worden ook archeologische vondsten uit Ingombe Ilede tentoongesteld, die uit de periode van het Koninkrijk Mutapa stammen.
De vondsten dateren uit de 7e tot 16e eeuw; de vindplaats ligt tegenwoordig onder het water van het Kariba-stuwmeer.

## Religie
Livingstone is sinds 1959 de zetel van een rooms-katholiek bisdom.

## Klimaat
De gemiddelde maximumtemperatuur overdag varieert van ongeveer 26°C in juni en juli, tot 34°C in oktober. In de droge tijd zijn de nachten koel met minima rond 7°C. De jaarlijkse neerslag bedraagt 690 mm; de natste maanden december en januari krijgen elk rond 170 mm, in juli en augustus valt geen regen.
Met deze kenmerken is er sprake van een warm steppeklimaat, code BSh volgens de klimaatclassificatie van Köppen.

## Geboren in Livingstone
- Peter Dickinson (1927–2015), Brits schrijver
- Guy Scott (1944), president van Zambia (2014-2015)